# Kirchenkreis Krefeld-Viersen
Der Kirchenkreis Krefeld-Viersen ist einer der 37 Kirchenkreise der Evangelischen Kirche im Rheinland. Zu seinem Gebiet gehören neben der kreisfreien Stadt Krefeld und dem größten Teil des Kreises Viersen (ohne Schwalmtal, Niederkrüchten und den südlichen Teil von Brüggen) auch die Stadt Meerbusch im Rhein-Kreis Neuss. In den 22 Kirchengemeinden leben insgesamt gut 91.000 Gemeindeglieder (Stand Januar 2022). 

## Geschichte
Das Gebiet des Kirchenkreises gehörte in der Frühen Neuzeit großenteils zu Kurköln oder zum Herzogtum Jülich. In Kurköln konnten sich keine evangelischen Gemeinden bilden; sie entstanden erst seit der Industrialisierung im 19. oder 20. Jahrhundert. Im Herzogtum Jülich jedoch konnten sich aufgrund der toleranten Haltung des 1539 bis 1592 regierenden Herzogs Wilhelm von Jülich-Kleve-Berg viele evangelische Gemeinden etablieren. In der zweiten Hälfte des 16. Jahrhunderts gingen die meisten unter dem Einfluss niederländischer Glaubensflüchtlinge zum reformierten Bekenntnis über. In Krefeld und Viersen hielten sich aber auch lutherische Gemeinden. 
Auf der Duisburger Generalsynode 1610 organisierten sich die reformierten Gemeinden. Im Herzogtum Jülich wurden 1611 drei Classes gebildet; zur dritten (nördlichsten) gehörten aus dem Bereich des heutigen Kirchenkreises die Gemeinden Dülken und Süchteln. Unter Herzog Wolfgang Wilhelm verstärkten sich ab 1613 die gegenreformatorischen Tendenzen. Nur ein Teil der evangelischen Gemeinden konnte sich als „Gemeinden unter dem Kreuz“ behaupten. Erst durch den Religionsvergleich von Cölln an der Spree 1672 wurden die Protestanten dauerhaft anerkannt. Zu den älteren Gemeinden kamen Bracht und Kaldenkirchen hinzu. Sie konnten im 17. und 18. Jahrhundert aber nur Hofkirchen ohne Turm unterhalten. Die reformierten Gemeinden in Krefeld (Grafschaft Moers) und Viersen (Herzogtum Geldern) gehörten zur Classis Moers.
Nachdem das Gebiet 1815 in die preußische Provinz Jülich-Kleve-Berg (ab 1822 mit der Provinz Großherzogtum Niederrhein zur Rheinprovinz vereinigt) gekommen war, wurden die reformierten und lutherischen Gemeinden des Herzogtums Jülich und der umliegenden Gebiete 1817 zu fünf Kirchenkreisen (nach damaligem Sprachgebrauch auch Synoden, selten Diözesen) zusammengefasst. Die nördlichste von ihnen war die Synode Gladbach (seit 2000 Kirchenkreis Gladbach-Neuss). Aus ihr wurde zum 1. April 1959 der Kirchenkreis Krefeld ausgegliedert. Erster Superintendent wurde der Dülkener Pfarrer Wilhelm Veit. Im September 2003 wurde der Kirchenkreis in "Evangelischer Kirchenkreis Krefeld-Viersen" umbenannt.

## Leitung
Die Leitung des Kirchenkreises liegt bei der Kreissynode, die in der Regel zweimal im Jahr tagt, beim Kreissynodalvorstand und beim Superintendenten. Superintendentin ist seit 2019 Pfarrerin Barbara Schwahn.

## Mitgliederstatistik
Laut der Volkszählung 1987 waren damals 24,1 % – 127.500 der 529.600 – Einwohner Mitglied der Evangelischen Kirche im Rheinland. Der Anteil der evangelischen Kirchenmitglieder ist seitdem gesunken. Anfang 2022 lebten im Gebiet des Kirchenkreises 538.900 Einwohner, davon 17,0 % (91.400) Mitglieder der EKiR.

## Kirchengemeinden und Kirchengebäude
- Alt-Krefeld: Alte Kirche (Krefeld), Erlöserkirche (Lindental). Johanneskirche (Forstwald)
- An der Nette (fusioniert aus Bracht-Breyell und Kaldenkirchen, Stadtteile von Brüggen bzw. Nettetal): Evangelische Hofkirche Kaldenkirchen, Evangelische Kirche Bracht, Evangelische Kirche Breyell
- Anrath-Vorst (Stadtteile von Willich bzw. Tönisvorst): Evangelische Kirche Anrath, Evangelische Kirche Vorst
- Büderich (Stadtteil von Meerbusch): Bethlehemkirche (Büderich), Christuskirche (Büderich)
- Dülken (Stadtteil von Viersen): Christuskirche (Dülken)
- Emmaus-Kirchengemeinde (Willich): Auferstehungskirche (Willich), Friedenskirche (Neersen), Hoffnungskirche (Schiefbahn)
- Friedenskirchengemeinde Krefeld: Friedenskirche (Krefeld)
- Grefrath: Friedenskirche (Grefrath), Versöhnungskirche (Oedt)
- Hüls (Stadtteil von Krefeld): Kreuzkirche (Hüls)
- Kempen: Thomaskirche (Kempen), Gustav-Adolf-Kirche (St. Hubert), Evangelische Kirche Tönisberg
- Krefeld-Nord: Thomaskirche (Traar), Pius-Lukas-Kirche (gemeinsam mit der römisch-katholischen Kirchengemeinde)
- Krefeld-Oppum: Auferstehungskirche (Oppum), Kreuzkirche (Oppum)
- Krefeld-Ost: Christuskirche (Bockum)
- Krefeld-Süd: Markuskirche (Fischeln), Lutherkirche (Krefeld)
- Lank (Stadtteil von Meerbusch): Kreuzkirche (Lank), Versöhnungskirche (Strümp)
- Lobberich (Stadtteil von Nettetal): Evangelische Kirche Lobberich, Evangelische Kirche Hinsbeck
- Osterath (Stadtteil von Meerbusch): Evangelische Kirche Osterath
- Pauluskirchengemeinde Krefeld: Pauluskirche (Krefeld)
- St. Tönis (Stadtteil von Tönisvorst): Christuskirche (St. Tönis)
- Süchteln (Stadtteil von Viersen): Evangelische Kirche Süchteln
- Uerdingen (Stadtteil von Krefeld): Michaelskirche (Uerdingen), Johanneskirche (Linn)
- Viersen: Kreuzkirche (Viersen)

Die Autobahnkapelle Geismühle wird vom Evangelischen Gemeindeverband Krefeld unterhalten.

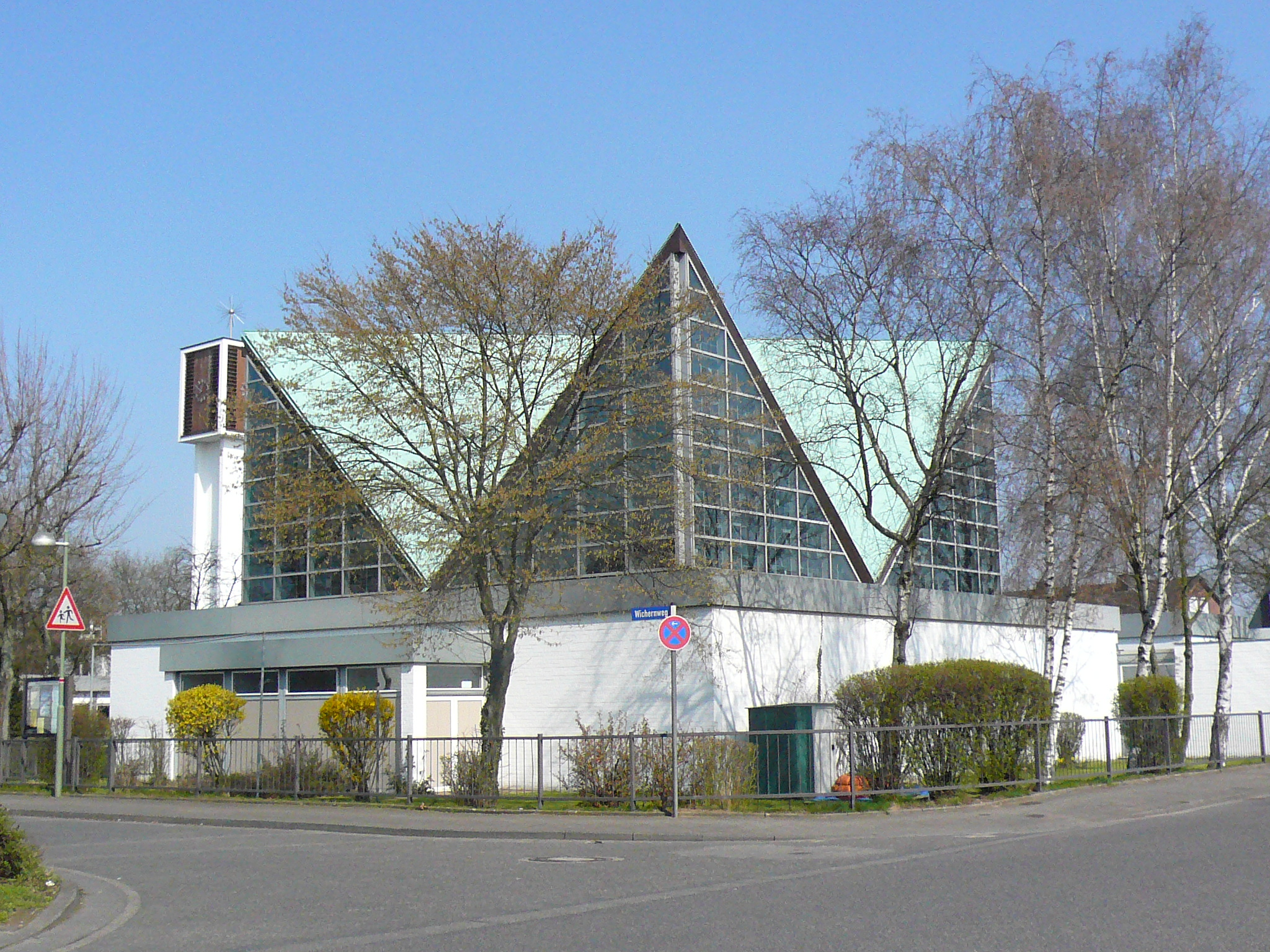
Bethlehemkirche (Büderich)
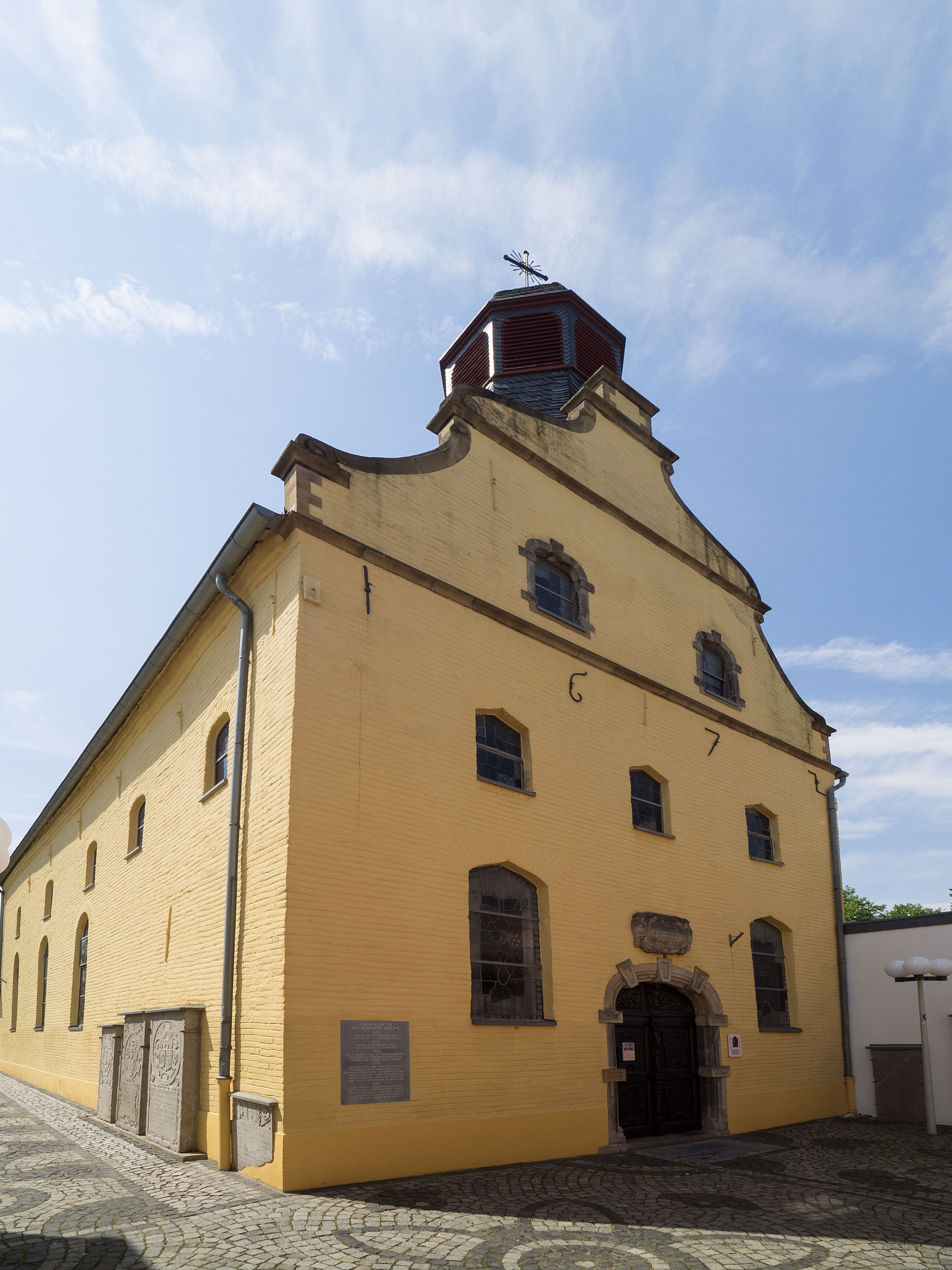
Hofkirche Kaldenkirchen
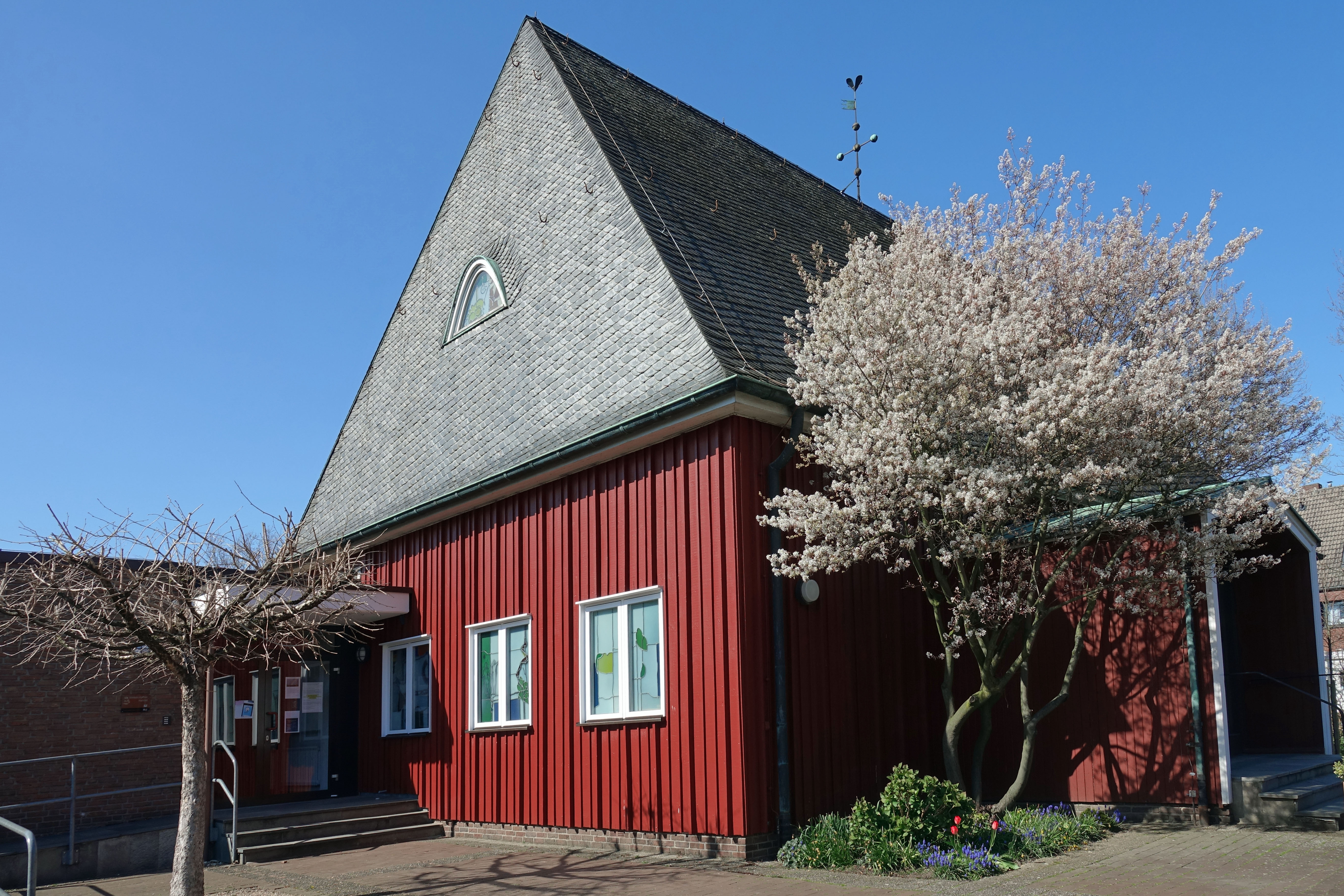
Gustav-Adolf-Kirche in Kempen-St. Hubert
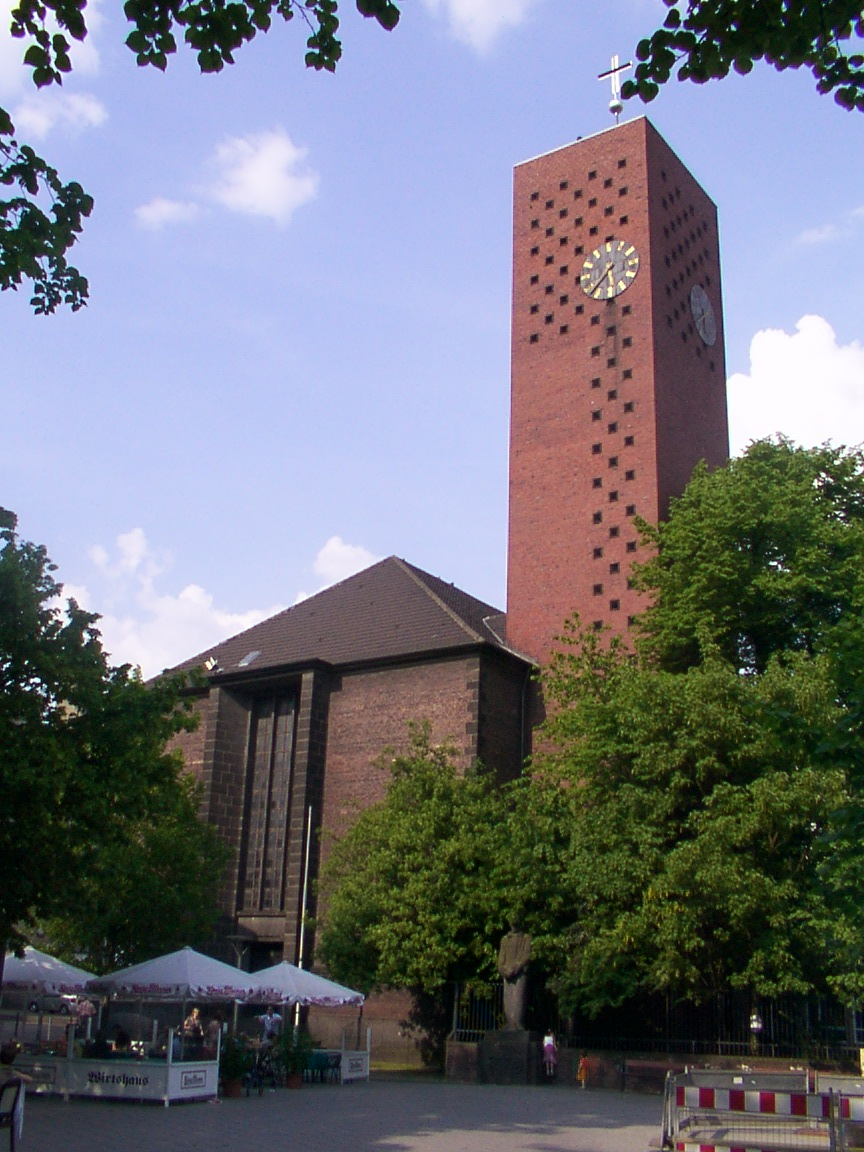
Alte Kirche Krefeld
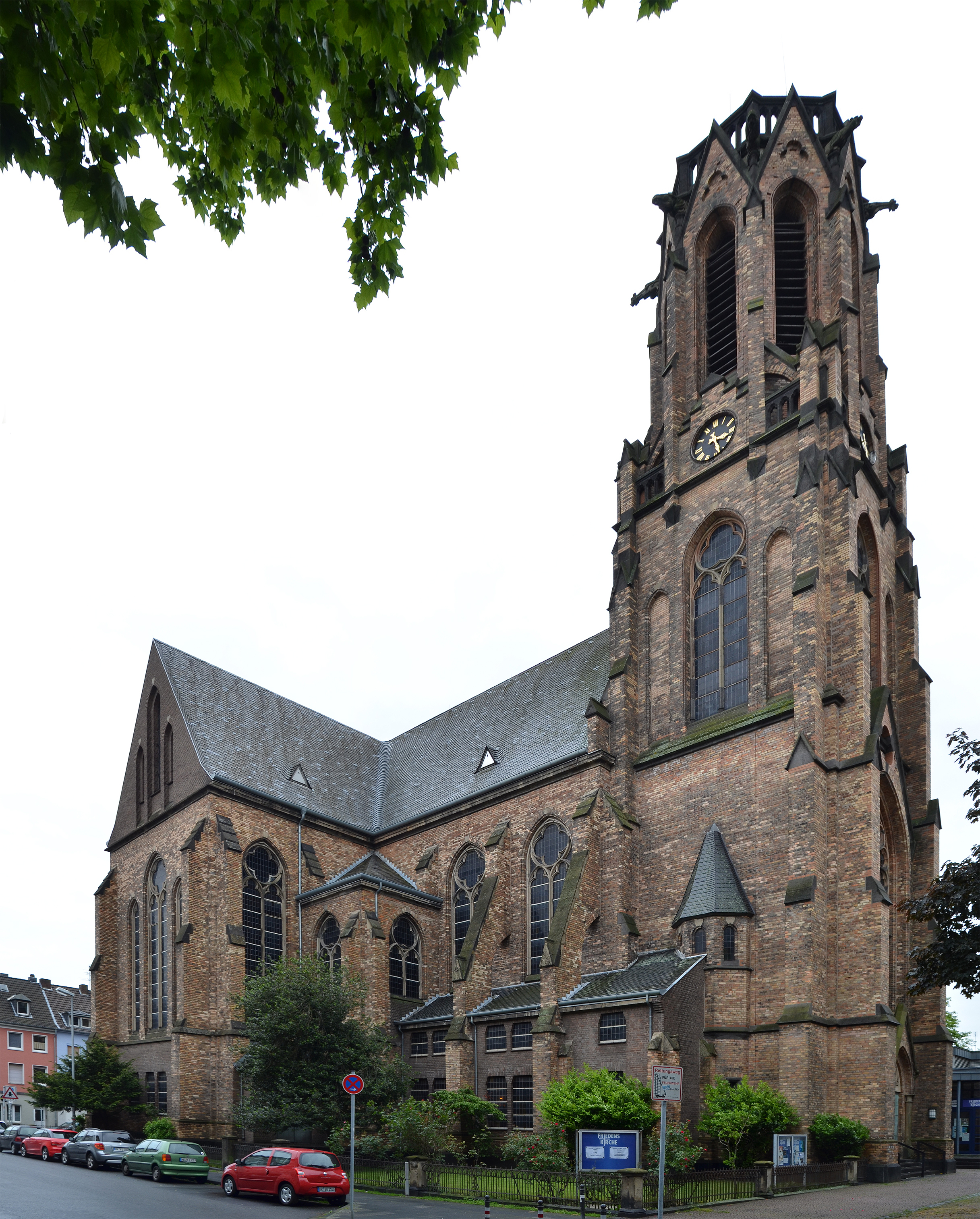
Friedenskirche in Krefeld
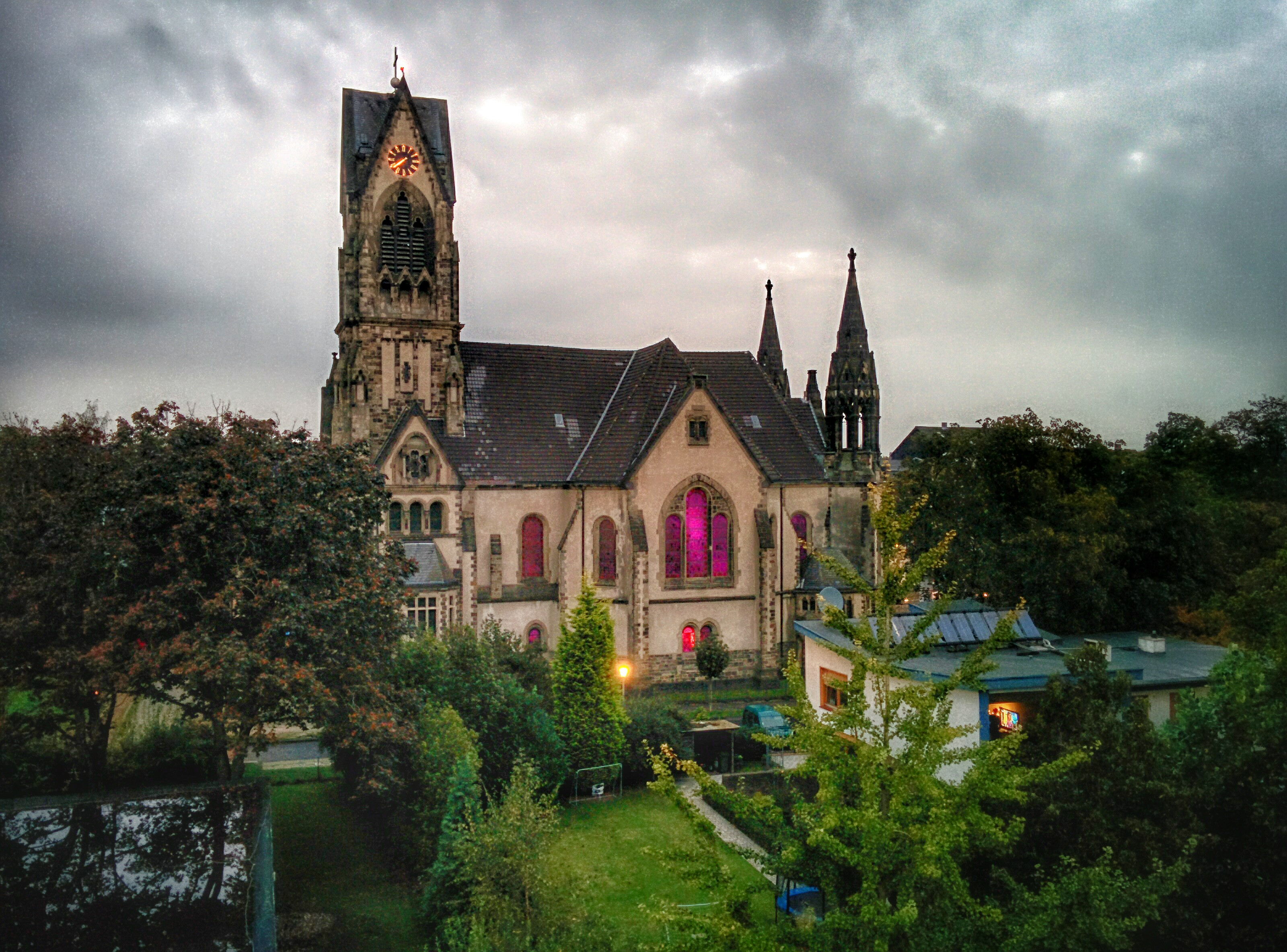
Lutherkirche in Krefeld
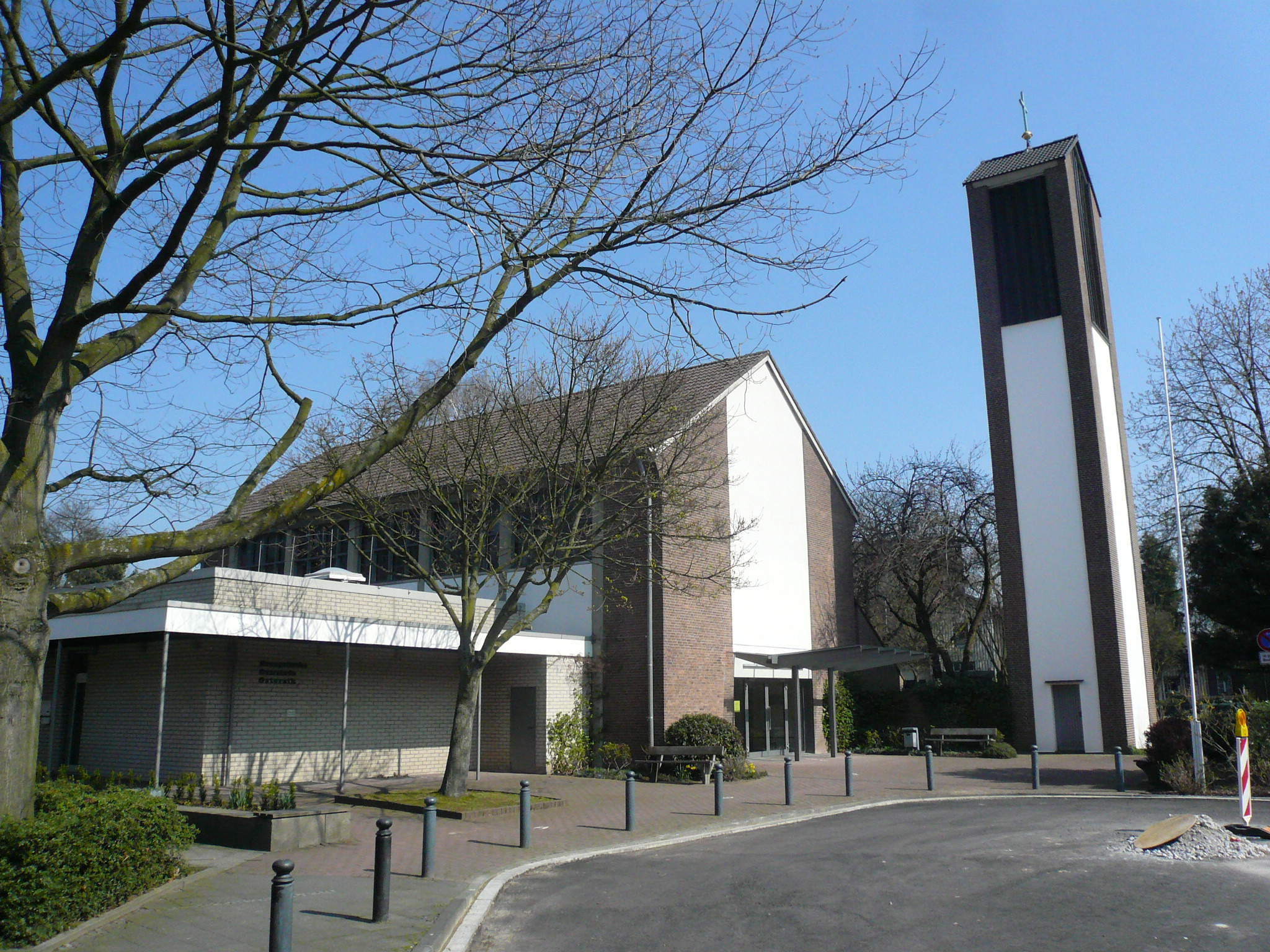
Evangelische Kirche Osterath
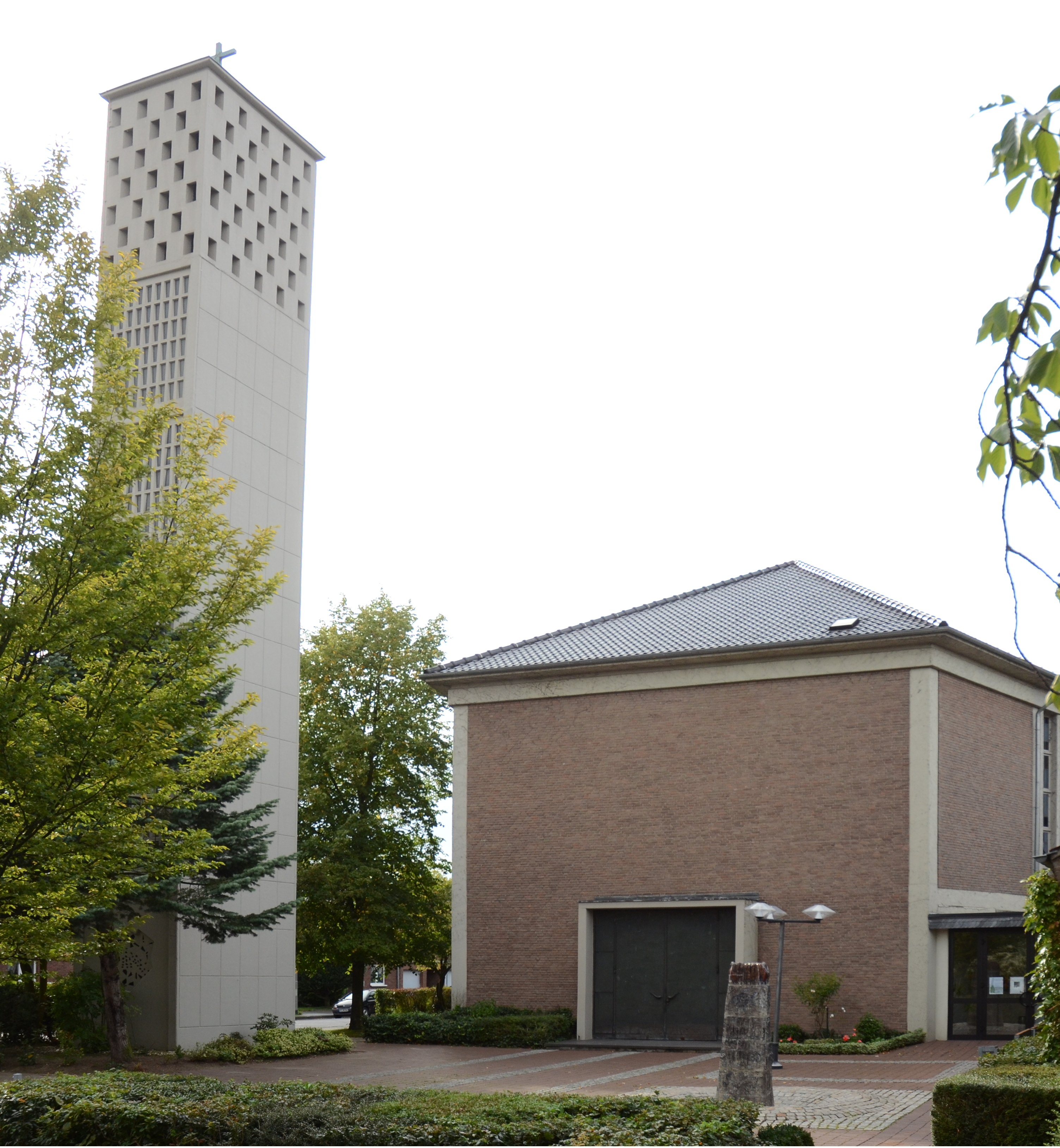
Auferstehungskirche Willich